# Джеймс Ленкфорд
Джеймс Ленкфорд (англ. James Lankford; нар. 4 березня 1968, Даллас, Техас) — американський політик з Республіканської партії. Був членом Палати представників з 2011 по 2015, сенатор США від штату Оклахома з 2015.

## Біографія
У 1990 році закінчив Техаський університет в Остіні, а у 1994 здобув ступінь магістра з богослов'я в Південно-Західній баптистській богословській семінарії, після чого переїхав до Едмонту, Оклахома. Тут він став директором студентського містечка християнської молоді. Одружений, має двох дочок.